# 李婁彬
李婁彬（韓語：이루빈；1995年08月16日—），韓國男歌手，前1TEAM成員。。

## 演藝生涯
曾是Woollim娛樂練習生。
舊名 李海儁 이해준。
2016年6月18日，以個人練習生身份參與《少年24》，成功晉身24強，之後進行為期約一年的劇場公演活動。2017年8月12日，節目舉行總決賽，可惜未能晉身出道組。
2017年10月29日，以Liveworks Company練習生身份參與由YG娛樂投資的《MIXNINE》，比賽進行約三個多月，最終排名第3名，預計透過節目出道。可惜YG娛樂最終無法與其他經紀公司取得相同意見，加上節目沒有比預期受到歡迎，於2018年5月3日宣布取消出道計劃。
2019年3月27日，以1TEAM成員推出首張迷你專輯《Hello》正式出道。
2021年3月10日，1TEAM宣佈解散。